# تبادل لینک

تبادل لینک یا تبادل پیوند فرایندی است که در آن مدیران دو وبگاه به صورت تعاملی لینک یا پیوند سایت‌های همدیگر را در سایت‌های خود قرار می‌دهند. قرار دادن پیوند در وبگاه‌های مختلف اگر به شیوه درست و پیشنهادی موتورهای جستجو صورت گیرد، منجر به افزایش لینک ورودی گوگل و ب‌لینک آن سایت می‌انجامد. تعداد بک‌لینک‌های بیشتر در نهایت رتبه وبگاه در گوگل را که بر اساس فاکتورهای متفاوتی از یک تا صد سنجیده می‌شود، افزایش می‌دهد (پیج اتوریی و دامین اتوریتی).
- افزایش ناگهانی بک‌لینک با تبادل لینک، عموماً منجر به حذف وبگاه از گوگل و افزودن به فهرست سیاه می‌شود.

## مزایای تبادل لینک
ممکن است تبادل لینک با سایت‌هایی که دامین اتوریتی (ارزش دامنه) کمتری دارند با پرداخت وجه به وب‌گاهی که رتبه بالاتری دارد انجام شود؛ اما بیشتر اوقات تبادل لینک رایگان است. معمولاً تعداد هر چه بیشتر بک‌لینک‌ها در سایت‌های دیگر حتی اگر از نظر افزایش ترافیک انسانی مؤثر نباشد، باعث خواهد شد تعداد بیشتری از ربات‌های کاوشگر گوگل از لینک‌های متفاوت وارد یک سایت شوند و این باعث خواهد شد که اطلاعاتی که در سایت قرار می‌گیرد، خیلی سریع‌تر از زمان معمول وارد موتور جستجوی گوگل شود (ایندکس شود) و حتی این زمان به چند ساعت یا چند دقیقه کاهش یابد. به این معنی که تا مطلبی در سایت قرار داده می‌شود چند دقیقه بعد مطالب در گوگل قابل جستجو خواهد بود. البته اگر بک‌لینک دریافتی از سایت‌های تبادل لینک فالو باشد و اگر لینک نوفالو باشد، یعنی اینکه آن سایت به موتورهای جستجوگری مثل گوگل اعلام کرده که درون این لینک نوفالو خزش نکنند و رتبه سایتی که لینک نوفالو گرفته‌است هیچ تغییری نمی‌کند.
مزایای تبادل لینک عبارت اند از:
1. ایجاد یک بک‌لینک که معمولاً رایگان است
2. افزایش سرعت ایندکس سایت در موتورهای جستجوگر
3. افزایش بازدید سایت و بهبود رتبه الکسا
4. افزایش پیج اتوریتی و دامین اتوریتی صفحه و سایت شما
5. بهبود رتبه جایگاه صفحه شما در گوگل
6. افزایش پیج رنک در گوگل

و به‌طور کلی بهبود سئو سایت

## انواع تبادل لینک
فرایند تبادل لینک می‌تواند به صورت دستی یا خودکار انجام شود. در حالت دستی، دارندگان وب‌سایت همدیگر با هم به توافق می‌رسند که تبادل لینک رایگان داشته باشند و لینک همدیگر را در وبگاه قرار دهند.
در حالت خودکار، سایتی که رتبه بالاتری دارد، معمولاً از برنامه‌های تحت وب استفاده می‌کند و ابتدا از وب‌مستر سایت دیگر تقاضا می‌کند که لینک را در سایت خود قرار دهد. پس از این عمل، شخص می‌تواند لینک خود را در سایت دیگر قرار دهد. معمولاً در این فرایند اگر یکی از طرفین لینک را از سایت خود حذف کند، سایتی به صورت خودکار تبادل لینک کرده‌است، طی چند ساعت به صورت خودکار لینک طرف مقابل را از سایت حذف خواهد کرد.
نوع جدید تبادل لینک، موسوم به تبادل لینک سه‌طرفه نیز در بین صاحبان پایگاه‌های اینترنتی شناخته شده‌است. در این نوع تبادل لینک، سایت «الف» لینک سایت «ب» را قرار می‌دهد و سایت «ب» لینک سایت «ج» را و سایت «ج» نیز لینک سایت «الف» را در سایت خود قرار می‌دهد. همان‌طور که ملاحظه می‌شود لینک‌ها در هیچ‌ یک از سایت‌ها به صورت تبادل دو طرفه نیست و این امر باعث می‌شود گوگل این نوع تبادل لینک را مانند تبادل لینک معمولی یا دوطرفه تقلبی نخواند و امتیاز بیشتری به لینک‌ها بدهد و خطر امتیاز منفی کاهش پیدا کند.
روش صحیح تبادل لینک، روش تبادل لینک سه‌طرفه بدون حلقه است. در این روش وبگاه الف به وبگاه ب و وبگاه ب به وبگاه ج لینک می‌دهند. در نتیجه حلقه‌ای به وجود نمی‌آید و رنک گوگل نیز به‌طور کامل انتقال می‌یابد و دامین اتوریتی و پیج اتوریتی صفحه لینک گرفته شده افزایش می‌یابد.
بهتر است تعریفی از تبادل لینک دو‌طرفه و سه‌طرفه داشته باشیم:
تبادل لینک اتوماتیک رایگان دو.طرفه یعنی چه؟
فرض کنید الف و ب هر کدام سایت یا وبلاگ باشند.
تبادل لینک اتوماتیک رایگان دو‌طرفه یعنی مدیر الف به ب بک‌لینک رایگان می‌دهد (لینک ب را در سایت یا وبلاگ خودش قرار می‌دهد در مقابل ب (که معمولا صفحه اختصاص یافته به تبادل لینک است) نیز به الف بک‌لینک رایگان اتوماتیک می‌دهد(لینک الف را به طور اتوماتیک در صفحه اش قرار می‌دهد) و اینگونه الف و ب با هم تبادل لینک اتوماتیک رایگان دو‌طرفه دارند.
تبادل لینک اتوماتیک رایگان سه‌طرفه یعنی چه؟
فرض کنید الف و ب و ج هر کدام سایت یا وبلاگ باشند. 
تبادل لینک اتوماتیک رایگان سه.طرفه یعنی مدیر الف به ج بک‌لینک می‌دهد (لینک ج را در سایت یا وبلاگ خودش قرار می‌دهد) در مقابل ب (که معمولا صفحه اختصاص یافته به تبادل لینک است) نیز به الف بک‌لینک رایگان اتوماتیک می‌دهد (لینک الف را به طور اتوماتیک در خودش قرار می‌دهد) و اینگونه الف و ب و ج با هم تبادل لینک رایگان اتوماتیک یا تبادل بک‌لینک رایگان اتوماتیک دارند.

## تبادل لینک سه‌طرفه
تبادل لینک سه‌طرفه نوعی تبادل لینک رایگان صورت گرفته میان سه سایت به جای دو سایت است. تبادل لینکی که امروز در بین مدیران سایت‌ها بسیار رایج است بیشتر از نوع تبادل لینک سه‌طرفه رایگان است.
اگرچه منافع زیادی برای تبادل لینک رایگان در سئو در نظر گرفته شده‌است، ولی باید به این نکته توجه داشت که موتورهای جستجو فکر نخواهند کرد که این دسته لینک‌ها طبیعی هستند. این تبادل لینک سه‌طرفه باشد این مشکل حل خواهد شد.
در حالی که دادن بک‌لینک به سایت‌های دیگر به یکی از ویژگی‌های جدا‌نشدنی دنیای اینترنت تبدیل شده‌است و این فضای مجازی هم در واقع با میلیون‌ها لینک شکل گرفته‌است. ایجاد شبکه‌های پویا و تبادل لینک‌های بیش از اندازه، می‌تواند سبب شود که سایت‌ها به مزارع لینک تبدیل شوند.
در ایران برای تهیه لینک عموماً از شیوه تبادل لینک، رپورتاژ آگهی و ارسال کامنت استفاده می‌کنند؛ که در این میان رپورتاژ آگهی شیوه مؤثرتر و بی‌خطر‌تری به‌شمار می‌رود.